# Diocesi di New Ulm
La diocesi di New Ulm (in latino: Dioecesis Novae Ulmae) è una sede della Chiesa cattolica negli Stati Uniti d'America suffraganea dell'arcidiocesi di Saint Paul e Minneapolis. Nel 2021 contava 49.530 battezzati su 279.681 abitanti. È retta dal vescovo Chad William Zielinski.

## Territorio
La diocesi comprende le seguenti contee dello stato del Minnesota (Stati Uniti): Big Stone, Brown, Chippewa, Kandiyohi, Lac Qui Parle, Lincoln, Lyon, McLeod, Meeker, Nicollet, Redwood, Renville, Sibley, Swift e Yellow Medicine.
Sede vescovile è la città di New Ulm, dove si trova la cattedrale della Santissima Trinità (Holy Trinity).
Il territorio si estende su 15.873 km² ed è suddiviso in 61 parrocchie.

## Storia
La diocesi è stata eretta il 18 novembre 1957 con la bolla Qui Christi voluntate di papa Pio XII, ricavandone il territorio dall'arcidiocesi di Saint Paul (oggi arcidiocesi di Saint Paul e Minneapolis).

## Cronotassi dei vescovi
Si omettono i periodi di sede vacante non superiori ai 2 anni o non storicamente accertati.
- Alphonse James Schladweiler † (28 novembre 1957 - 23 dicembre 1975 ritirato)
- Raymond Alphonse Lucker † (23 dicembre 1975 - 17 novembre 2000 dimesso)
- John Clayton Nienstedt (12 giugno 2001 - 24 aprile 2007 nominato arcivescovo coadiutore di Saint Paul e Minneapolis)
- John Marvin LeVoir (14 luglio 2008 - 6 agosto 2020 dimesso)
- Chad William Zielinski, dal 12 luglio 2022

## Statistiche
La diocesi nel 2021 su una popolazione di 279.681 persone contava 49.530 battezzati, corrispondenti al 17,7% del totale.
| anno | popolazione | popolazione | popolazione | presbiteri | presbiteri | presbiteri | presbiteri                | diaconi | religiosi | religiosi | parrocchie |
| anno | battezzati  | totale      | %           | numero     | secolari   | regolari   | battezzati per presbitero | diaconi | uomini    | donne     | parrocchie |
| ---- | ----------- | ----------- | ----------- | ---------- | ---------- | ---------- | ------------------------- | ------- | --------- | --------- | ---------- |
| 1966 | 71.172      | 286.711     | 24,8        | 131        | 130        | 1          | 543                       |         |           | 294       | 97         |
| 1970 | 72.061      | 295.827     | 24,4        | 120        | 120        |            | 600                       |         |           |           | 97         |
| 1976 | 74.293      | 279.054     | 26,6        | 117        | 114        | 3          | 634                       | 1       | 3         | 168       | 95         |
| 1980 | 72.337      | 281.000     | 25,7        | 107        | 98         | 9          | 676                       | 1       | 9         | 178       | 94         |
| 1990 | 69.159      | 286.600     | 24,1        | 76         | 73         | 3          | 909                       | 4       | 4         | 99        | 91         |
| 1999 | 69.840      | 278.780     | 25,1        | 90         | 89         | 1          | 776                       | 2       |           | 86        | 81         |
| 2000 | 71.908      | 280.807     | 25,6        | 61         | 60         | 1          | 1.178                     | 1       | 2         | 82        | 82         |
| 2001 | 70.835      | 281.065     | 25,2        | 65         | 61         | 4          | 1.089                     | 1       | 5         | 85        | 82         |
| 2002 | 70.039      | 286.617     | 24,4        | 63         | 61         | 2          | 1.111                     | 2       | 5         | 85        | 82         |
| 2003 | 70.039      | 287.090     | 24,4        | 62         | 61         | 1          | 1.129                     | 3       | 2         | 85        | 82         |
| 2004 | 69.503      | 285.061     | 24,4        | 56         | 55         | 1          | 1.241                     | 4       | 1         | 68        | 82         |
| 2013 | 70.500      | 299.000     | 23,6        | 47         | 47         |            | 1.500                     | 14      |           | 57        | 76         |
| 2016 | 56.090      | 280.243     | 20,0        | 47         | 47         |            | 1.193                     | 16      |           | 43        | 75         |
| 2019 | 51.838      | 280.178     | 18,5        | 44         | 44         |            | 1.178                     | 20      |           | 36        | 69         |
| 2021 | 49.530      | 279.681     | 17,7        | 44         | 43         | 1          | 1.125                     | 19      | 1         | 22        | 61         |